# 마스크 오브 조로
《마스크 오브 조로》(The Mask Of Zorro)는 미국에서 제작된 마틴 캠벨 감독의 1998년 액션, 모험, 멜로/로맨스, 서부 영화이다. 안토니오 반데라스 등이 주연으로 출연하였고 더그 클레이번 등이 제작에 참여하였다.

## 줄거리
1821년, 복면 검객 조로가 캘리포니아의 평민들을 스페인 군인들로부터 보호한다. 부패한 총독 몬테로는 조로를 잡기 위해 함정을 파고, 조로는 이를 막아선다. 이 과정에서 두 형제, 알레한드로와 호아킨의 도움을 받는다. 몬테로는 조로의 정체가 돈 디에고 데 라 베가임을 눈치채고 그의 집을 공격하여 그의 아내 에스페란자를 살해하고, 갓난 딸 엘레나를 납치하여 자신의 딸로 키운 뒤 스페인으로 돌아간다. 디에고는 감옥에 갇힌다.
20년 후, 도적이 된 알레한드로는 몬테로의 부하에게 형 호아킨을 잃고, 감옥에서 탈출한 디에고와 재회한다. 디에고는 알레한드로가 호아킨에게 주었던 메달을 보고 그를 조로의 후계자로 삼아 복수를 위한 훈련을 시킨다.
알레한드로는 조로처럼 변장해 말을 훔치지만, 디에고는 조로가 도둑이 아닌 백성의 수호자임을 일깨우며 몬테로의 신뢰를 얻도록 지시한다. 알레한드로는 귀족으로 위장해 몬테로의 파티에 참석하고, 몬테로의 신뢰를 얻고 엘레나의 마음도 사로잡는다. 몬테로는 귀족들과 함께 비밀 금광으로 향하고, 멕시코-미국 전쟁에 필요한 자금을 조달하기 위해 노예처럼 사람들을 부려 금을 캐고 있다는 것을 드러낸다.
한편, 엘레나는 양어머니에게 자신의 친부모에 대한 진실을 듣게 된다. 디에고는 알레한드로에게 금광 지도를 훔쳐오라고 시키고, 알레한드로는 몬테로와 결투를 벌이다 몬테로의 지도를 가지고 달아나다 엘레나와 마주친다.
몬테로는 자신의 금광을 파괴하고 노동자들을 죽이려 하자 디에고는 알레한드로에게 먼저 노동자들을 구하라고 한다. 알레한드로는 디에고가 엘레나를 되찾으려 한다는 사실에 배신감을 느끼지만, 결국 노동자들을 구한다. 디에고는 몬테로와 대면하며 자신의 정체를 밝히고, 몬테로에게 사로잡힌다.
디에고가 감옥에 갇히는 동안 엘레나는 디에고가 자신의 아버지임을 깨닫고 그를 풀어준다. 함께 금광으로 간 그들은 몬테로와 그의 부하를 물리친다. 치명상을 입은 디에고는 죽기 전 알레한드로에게 조로의 자리를 물려주고 엘레나와 함께하라는 축복을 내린다. 그 후 알레한드로와 엘레나는 결혼하고, 알레한드로는 아들 호아킨에게 조로의 이야기를 들려준다.

## 출연

### 주연
- 안토니오 반데라스
- 안소니 홉킨스
- 캐서린 제타 존스
- 스튜어트 윌슨
- 맷 레처

### 조연
- 토니 아멘돌라
- 페드로 아멘다리즈 주니어
- 윌리엄 마르케스
- 조시 페레즈
- 빅터 리버스
- L.Q. 존스
- 줄리에타 로즌
- 루이사 휴어타스

## 기타
- 공동제작: 존 게르츠
- 협력프로듀서: 타바 R. 맬로이
- 조감독: 다니엘 알마다
- 조감독: 호르헤 L. 바론
- 조감독: 에프렌 델 모랄
- 조감독: 미구엘 리마
- 조감독: 시트라 F. 모이타바이
- 조감독: 조지 패라
- 조감독: 글렌 랜들 주니어
- 조감독: 니콜라스 울퍼트
- 미술: 세실리아 몬티엘
- 세트: 데니스 카마르고
- 의상: 그레이시엘라 마존
- 분장부문: 조시 프란시스코 바론
- 분장부문: 크리스틴 베버리지
- 분장부문: 토머스 R. 버먼
- 분장부문: 오로라 차비라
- 분장부문: 켄 디아즈
- 분장부문: 바리 드레이밴드 버먼
- 분장부문: 로지 듀프랫 포트
- 분장부문: 힐다 앨리시아 곤잘레스
- 분장부문: 에두아르도 고메즈
- 분장부문: 폴 르블랑
- 분장부문: 알프레도 모라
- 분장부문: 가브리엘 솔라너
- 분장부문: 제라도 페레즈 아레올라
- 분장부문: 어윈 H. 큐피츠
- 분장부문: 칼라 티노코
- 배역: 팜 딕슨
- 프로덕션매니저: 마리아노 카란코
- 프로덕션매니저: 더그 클레이번
- 프로덕션매니저: 알프레도 코르테스
- 프로덕션매니저: 낸시 제인 킹
- 프로덕션매니저: 루즈 마리아 로자스

## 한국판 성우진 (MBC)
- 신성호 - 조로 (안토니오 반데라스)
- 조예신 - 엘레나 (캐서린 제타 존스)
- 황일청 - 디에고 (안소니 홉킨스)
- 김용식 - 몬테로 (스튜어트 윌슨)
- 안지환 - 러브 대위 (맷 레처)
- 김현직
- 김태훈
- 기경옥
- 최상기
- 박조호
- 변종필
- 엄태국
- 엄현정
- 김용준
- 노계현
- 배정민
- 이상훈
- 최한